# Pinus cooperi
Pinus chiapensis é uma espécie de pinheiro originária do "Novo Mundo". Faz parte do grupo de espécies de pinheiros com área de distribuição na América Central, Caraíbas, México, sul do Arizona e Novo México.